# Blanca Suárez
Blanca Martínez Suárez, född den 21 oktober 1988, är en spansk skådespelare.
Suárez har bland annat medverkat i filmerna The Skin I Live In och Kära Passagerare. Hon har även medverkat i TV-serien Andnöd där hon spelade Jésica Donoso, en av seriens huvudroller.

## Filmografi (i urval)
- 2011 – The Skin I Live In
- 2013 – Kära passagerare
- 2024–2025 – Andnöd (TV-serie)